# Odiah Sidibé
Pour les articles homonymes, voir Sidibé.
Odiah Sidibé, née le 13 janvier 1970 à Fréjus, est une athlète française pratiquant le sprint

## Biographie
Issue d'une famille guinéenne, cette sprinteuse réalise ses meilleures performances au sein du relais 4 × 100 mètres. C'est ainsi qu'elle obtient une médaille d'argent aux mondiaux 2001 à Edmonton avec Frédérique Bangué, Muriel Hurtis et Sylviane Félix.
En 2002, et alors qu'elle occupe le poste de capitaine de l'équipe de France féminine, elle réalise un formidable dernier relais pour dépasser les allemandes et obtenir le titre européen aux Championnats d'Europe de Munich.
L'année suivante, pour les mondiaux qui se déroulent en France au Stade de France, elle est remplaçante du relais qui remporte le titre mondial: les quatre titulaires en finale sont Patricia Girard, Muriel Hurtis, Sylviane Félix et Christine Arron, la dernière remplaçante étant Véronique Mang. Après cette compétition, une polémique éclata au sujet de la répartition de la prime offerte par l'IAAF pour cette victoire, les titulaires ne désirant pas partager avec les deux remplaçantes au contraire des règles existant au sein de la fédération française d'athlétisme.
Elle est en 2023, surveillante pénitentiaire au centre pénitentiaire de Fresnes.

## Palmarès
Jeux olympiques d'été
- Athlétisme aux Jeux olympiques d'été de 1996 à Atlanta,  États-Unis
  - 6e du relais 4 × 100m
- Athlétisme aux Jeux olympiques d'été de 1992 à Barcelone,  Espagne
  - 6e du relais 4 × 100m

Championnats du monde d'athlétisme
- Championnats du monde d'athlétisme 2003 à Paris Saint-Denis,  France
  -  Médaille d'or du relais 4 × 100m en tant que remplaçante.
- Championnats du monde d'athlétisme 2001 à Edmonton,  Canada
  -  Médaille d'argent du relais 4 × 100m
- Championnats du monde d'athlétisme 1993 à Stuttgart,  Allemagne
  - 4e du relais 4 × 100m

Championnats d'Europe d'athlétisme
- Championnats d'Europe d'athlétisme 2002 à Munich,  Allemagne
  -  Médaille d'or du relais 4 × 100m
  - 7e du 100 mètres
- Championnats d'Europe d'athlétisme 1990 à Split, République fédérale socialiste de Yougoslavie
  - 5e du 100 mètres

Divers : 
Championnats d'Europe juniors d'athlétisme
- Championnats d'Europe juniors d'athlétisme 1989 à Varaždin, République fédérale socialiste de Yougoslavie
  -  Médaille d'or du 100m
  -  Médaille d'or du relais 4 × 100m